# Dezider Kalina
Genmjr. Dezider Kalina (do 29. září 1945 Dezider Kišš, 7. února 1908 Chynorany – 29. července 1954 Trnava) byl československý generál, protifašistický odbojář a účastník Slovenského národního povstání.

## Život

### Před druhou světovou válkou
Dezider Kišš se narodil 7. února 1908 ve slovenských Chynoranech v rodině strojníka Vladimíra Kišše a Kataríny rozené Sladké. Mezi lety 1918 a 1926 studoval na reálných gymnáziích v Trnavě a Nitře, následně do roku 1929 na bohosloveckém učilišti v Nitře a mezi lety 1929 a 1930 na Bohoslovecké fakulta Univerzity Karlovy v Praze. Od června do října 1930 působil jako duchovní v Hričově, poté do prosince studoval na Škole pro důstojníky duchovní služby v záloze v Praze. Do roku ledna roku 1935 působil jako pomocný duchovní v obcích v okolí Žiliny a Čadce. V prosinci 1934 vykonal zkoušku na důstojníka duchovní služby v záloze a od 1. února 1935 vstoupil do armádní služby s působností v Praze mj. i jako velitel roty školy pro důstojníky duchovní služby v záloze. Dosáhl hodnosti kapitána.

### Druhá světová válka
Po rozpadu Československa v březnu 1939 přešel Dezider Kišš do služeb nově vzniklé Slovenské armády. Zpočátku působil v Trenčíně, od května téhož roku v Nitře, od května 1940 pak na Ministerstvu národní obrany v Bratislavě. Mezi srpnem a listopadem 1941 odsloužil turnus na východní frontě. V březnu 1942 byl již jako podplukovník ustanoven referentem pro údržbu vojenských hrobů Slovenské armády. V této funkci absolvoval druhý turnus na východní frontě a to mezi dubnem a listopadem 1942. Řídil zde exhumace a soustřeďování ostatků slovenských vojáků na určených vojenských hřbitovech. Po návratu opět působil na štábních funkcích na Ministerstvu národní obrany v Bratislavě.

#### Protifašistický odboj
Do protifašistického odboje vstoupil Dezider Kišš během roku 1942, kdy začal spolupracovat s odbojovými organizacemi Flóra a Justícia a zpravodajskou organizací Hela, získával ke spolupráci další důstojníky, stal se členem skupiny okolo pplk. Jána Goliana. Ve styku byl i s členy ilegální Komunistické strany Slovenska, zejména Gustávem Husákem a A. Rašlem. Během příprav Slovenského národního povstání byl pověřen získáváním posádek na západním Slovensku, v čemž ale až na Topoľčany nebyl úspěšný. Po přesunu na povstalecké území se stal velitelem pěšího pluku, zúčastnil se obranných bojů na jihozápadních přístupech, poté působil na štábních funkcích. Po porážce povstání odešel do hor, kde byl ustanoven zástupcem velitele 2. československé paradesantní brigády. Po jejím přechodu na osvobozené území působil u Nitrianské partyzánské skupiny a to až do přechodu fronty. V závěru války vykonával funkci posádkového velitele v Košicích, dne 1. května 1945 byl ustanoven přednostou osobního oddělení Ministerstva národní obrany v Praze.

### Po druhé světové válce
V září 1945 si Dezider Kišš změnil příjmení na Kalina. K 1. lednu 1946 byl přeložen na velitelství Vojenského okruhu 4, což bylo v době, kdy prodělával kurz pro velitele armádních těles. Od února 1947 do května 1949 působil jako velitel praporu v Žilině, následně jako velitel divize v Trenčíně a Trnavě. K 1. říjnu 1950 dosáhl generálské hodnosti. K 1. srpnu 1951 byl z politických důvodů propuštěn do zálohy a byl nucen živit se jako dělník ve stavební firmě v Trnavě. Později se stal tajemníkem okresního sekretariátu Československého červeného kříže a úředníkem v cukrovaru. Do důchodu odešel v prosinci 1953. Zemřel 29. července 1954 v Trnavě. V roce 1991 byl posmrtně rehabilitován a byla mu vrácena hodnost generálmajora. Pohřben je v Trnavě na Novém hřbitově.

## Vyznamenání
- 1939 Řád svatého Sávy 5. třídy
- 1940 2x Medaile za hrdinství III. stupně
- 1940 Medaile Za zásluhy
- 1944 Válečný vítězný kříž 4. třídy
- 1945 Československý válečný kříž 1939
- 1945 Československá medaile za zásluhy 1. třídy
- 1945 Československá medaile Za chrabrost před nepřítelem
- 1946 Řád Slovenského národního povstání I. třídy